# Tyfon (mistlur)

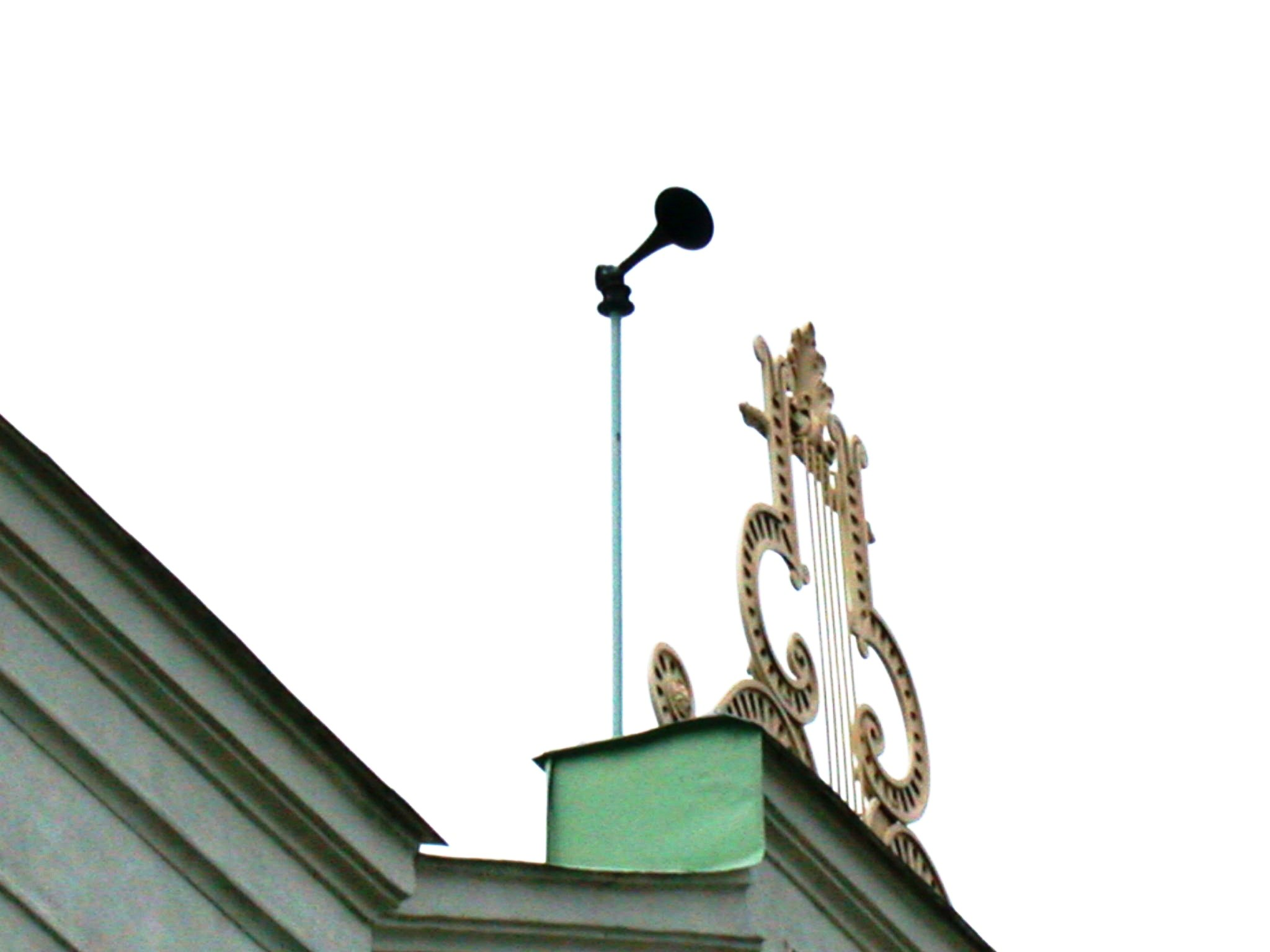
Tyfon för viktigt meddelande till allmänheten.

Tyfon är ett registrerat varumärke för en tryckluftsdriven signalanordning (mistlur). Den uppfanns av Helge Rydberg, amanuens vid Lunds universitet, omkring 1920; uppfinningen utvecklades vidare vid Kockums Mekaniska Verkstad i Malmö till en produkt med många användningsområden. Mer än en miljon enheter har installerats.